# 玫瑰星期一
玫瑰星期一（德語：Rosenmontag）為德國狂歡節的最高潮日稱呼，在聖灰星期三之前舉行。 類似的節日為懺悔星期二。玫瑰星期一在德語區的國家舉行，包括德國，奧地利以及瑞士。但主要的舉辦地點，包括德國萊茵蘭地區，特別是科隆市，波恩，杜塞尔多夫，亞琛以及美茵茲等城市。與德國相比，奧地利最盛大的一天並非是玫瑰星期一，而是「懺悔星期二」（Faschingsdienstag）。

## 概觀
狂歡節（Karneval）為11月11日的11時11分之後都可以開始慶祝，而「街頭狂歡節」（street carnival），則是在「玫瑰星期一」上一週的星期四舉行，亦為「女性的狂歡節」（Weiberfastnacht）。狂歡節的由來為古羅馬時期的傳統，奴隸或僕人可以當自己一天的主人慶祝。狂歡節（Karneval）的語源來自拉丁語「carnem levare」，意即「吃肉日」，象徵大齋期即將開始。
狂歡節並非德國的國定假日，但是部分德國的學校會在玫瑰星期一以及懺悔星期二休息。許多學校或公司會給予教師學生或是員工在「肥胖星期四」放假，並且在在公司或學校慶祝。雖然現在越來越多公司停止這項放假。
慶祝的方式通常包括變裝派對，跳舞，喝酒或是在街頭慶祝。許多城市都會在這天最少舉辦一場主題遊行慶祝。  遊街的過程有時候會丟糖果以及鬱金香到人群之中。
玫瑰星期一的第二天通常會變得相當安靜，也就是所謂的「謝肉星期二」（Veilchendienstag），並且在聖灰星期三（Aschermittwoch）結束狂歡。